# Brutti e buoni
I brutti e buoni, anche conosciuti come brutti ma buoni, sono un dolce diffuso in più parti d'Italia. Sono biscotti secchi e informi ottenuti da un impasto di mandorle o anche nocciole, zucchero, albume d'uovo e vaniglia.

## Storia
I brutti ma buoni sono dei dolcetti dall'origine contesa: secondo alcuni sono originari della città piemontese di Borgomanero, in provincia di Novara; altri ritengono invece che questo prodotto dolciario abbia avuto origine nella località lombarda di Gavirate (in provincia di Varese), in cui si presume che siano nati nel 1878 dall'intuizione di Costantino Veniani e che farebbero parte integrante della storia comunale locale; secondo il Dizionario delle cucine regionali italiane, i brutti ma buoni sarebbero di origine piemontese, ma divennero anche una specialità toscana, specialmente a Prato e Pistoia, grazie ai pasticcieri sabaudi, quando la capitale italiana venne trasferita da Torino a Firenze.
I brutti e buoni sono un PAT tradizionale della Lombardia, del Piemonte e della Toscana.

## Varianti
I brutti e buoni piemontesi, che sono anche conosciuti come brut e bon, vengono preparati usando l'impasto tradizionale e, se desiderati, anche cannella o cacao.
Nella loro versione toscana, i bruttiboni o mandorlati di San Clemente si preparano amalgamando mandorle dolci e amare, chiare d'uovo montate a neve e un po' di scorza di limone; con l'impasto si formano delle palline irregolari (da cui l'aspetto "brutto") che devono essere cotte due volte: la prima in pentola, mentre la seconda in forno sopra una sottile ostia.
Alcune ricette prevedono che i biscotti così preparati siano spolverati con zucchero a velo. A Prato sono spesso venduti con i biscotti di Prato.
Nel Lazio, dove prendono il nome di brutti ma buoni, i dolcetti sono composti da zucchero, nocciole, mandorle amare e uova.